# محمد ابو العلا
محمد ابو العلا (عربی: محمد أبو العلا؛ زادهٔ ۱۶ ژانویهٔ ۱۹۸۰) یک ورزشکار اهل مصر است.
از باشگاه‌هایی که در آن بازی کرده‌است می‌توان به باشگاه ورزشی زمالک و تیم ملی فوتبال مصر اشاره کرد.
وی همچنین در تیم‌های ملی فوتبال Egypt U-21 مصر بازی کرده‌است.